# Carabus planicollis
Carabus planicollis  (лат.) — вид жуков рода Carabus семейства Жужелицы (Carabidae). Впервые описан в 1827 году немецким естествоиспытателем Г. К. Кюстером.

## Описание, распространение
Жук чёрного цвета.
Эндемик Румынии, распространённый в центральной части страны, в Южных Карпатах. Населяет хвойные, листопадные и смешанные леса, реже — луга и берега водоёмов.

## Систематика
Имеет два подвида:
- Carabus planicollis planicollis (Küster, 1827)
- Carabus planicollis verae (Csiki, 1905)